# Janez Lajovic
Janez Lajovic, arhitekt, urbanist in oblikovalec, * 15. maj 1932, Zagreb, † 3. februar 2024, Ljubljana.

## Življenje in delo
Rodil se je Janku Lajovicu in Miri Verbič. Družina s tremi mlajšimi (pol)brati in sestrami je živela  za Bežigradom v Ljubljani. 
Po končani Klasični gimnaziji v Ljubljani je študiral na Oddelku za arhitekturo FAGG Univerze v Ljubljani pri prof. Edu Ravnikarju, kjer je leta 1957 diplomiral s projektom poglobljenega železniškega vozlišča Ljubljana. Leta 1967 je magistriral na MIT, Massachusetts Institute of Technology v ZDA. 
Leta 1959 se je zaposlil v IBT Trbovlje, kjer je s kolegi začel s pripravo urbanističnih načrtov za Trbovlje, Hrastnik in Zagorje. Od ustanovitve (1964) in vse do (2016) je vodil Arhitekturni biro, sedaj projektivno podjetje AB biro d.o.o.. Je ustanovni in častni član Inženirske zbornice Slovenije (IZS) in Zbornice za arhitekturo in prostor Slovenije (ZAPS).
Njegova dejavnost sega od arhitekture in oblikovanja notranje opreme do urbanizma in publicistike, predvsem v strokovnih revijah (Arhitekt, Arhitektura in urbanizem, Teorija in praksa, Sinteza). Objavljal je občasne članke v dnevnem časopisju. Bil je dobro poučen poznavalec ekonomskega, socialnega in družbenega razvoja kot tudi najnovejših tehničnih rešitev, gradbene tehnologije in materialov ter novosti na arhitekturnem področju. 
Vse življenje je delal kot projektant in je eden najboljših predstavnikov slovenskega arhitekturnega regionalizma (kritični regionalizem). Po njegovih načrtih je zgrajenih vrsta šol, industrijskih objektov, nekaj poslovnih stavb in par hotelov ter posamezne vile (Vila J. v Žirovnici), družinska hiša v Črnučah. Žal so enega najlepših primerov funkcionalističnega regionalizma, njegov nagrajeni kranjskogorski hotel Prisank, leta 2003 podrli. Stavba je sooblikovala jedro naselja in bila zbirališče domačinov in gostov. Hotelirji so uničili zgledno sozvočje stavbe, naselja in krajine. Za ta hotel je oblikoval stol istega imena (lesen z usnjenim sedežem in naslonjalom), ki je pogosto vključen v različne razstave kot vzorčen primer kvalitetnega oblikovanja v 60-letih. Podobno so kritiki visoko ocenili barsko svetilko za hotel (1962). V Arhitekturnem biroju je pri nekaterih najuspešnejših projektih sodeloval s soprogo, arhitektko in oblikovalko Majdo Dobravec Lajovic.
Njegova dela so dokumentirana v zbirki MAO. 

## Pomembnejša dela
- Kranjska Gora, načrt za povsem leseno spodnjo postajo sedežnice na Vitranc (1. del), zgrajena, 1956
- idejni načrt za hotel Prisank na prvotni lokaciji na južnem pobočju Karavank, 1956
- Zasavje, osnove regionalnega načrta Črnih revirjev, 1959 - 1963
- Ljubljana, alternativne urbanistične rešitve prometnega vozla v Ljubljani, 1957 – 1962
- hotel Prisank v središču Kranjske gore, 1962, porušen 2003
- trgovski center v Kranjski gori, 1964
- osnovna šola Vlaje, Skopje, 1964
- osnovni šoli na Viču in za Bežigradom v Ljubljani, 1965
- Brnik, interni hotelski objekt letališča Jožeta Pučnika, 1965
- Bovec, depandansa hotela Alp v Bovcu, 1968
- Ljubljana, atrijske hiše v Črnučah, 1969
- osnovna šola v Novem Beogradu, blok 28, 1969
- Bovec, hotel Kanin, 1973
- preureditev in dozidava Mestnega gledališča v Ljubljani, 1973
- osnovna šola v Leskovcu pri Krškem, 1975
- zasebna hiša in atelje, Žirovnica, 1973
- proizvodni in upravni prostori ind. Podjetja IMKO Ljubljana- Črnuče, 1979
- tovarniška hala Železarne Ravne, 1982
- tovarniška hala podjetja Dalekovod v Novi Gorici pri Zagrebu, 1982
- Ljubljana, proizvodna hala Plutal, 1982
- Ljubljana, kompleks Ploščadi Borisa Kraigherja, 1984
- Ljubljana, poslovna stavba podjetja SOP Krško ob Litijski cesti, 1986
- Ljubljana, več inštitutskih objektov IJS, 1984 – 1990

## Natečaji
- Turistični center ob vhodu v Postojnsko jamo 1965 – z arh. Majdo Dobravec Lajovic, I. nagrada
- Ploščad Borisa Kraigherja s poslovnimi objekti 1970 – z arh. Majdo Dobravec Lajovic, I. nagrada
- Urbanistična ureditev centra Radovljice 1981- z arh. A. Drašlerjem, II. Nagrada

## Strokovni članki
- Kmečka hiša in vas
- Hotel v Kranjski gori (Jugoslavija) objavljeno v DBZ, Deutsche Bauzeitschrift, str. 205 - 208, julij 1969

## Polemični članki
- Stališča do vprašanj urejanja prostora in graditve objektov, 2007
- O zvezdniških arhitektih, Delo, okt. 2004
- Vrednotenje kulturne dediščine je zrcalo ozaveščenosti družbe (soavtor), RTV SLO, 27. okt. 2014
- J'accuse (obtožujem), Delo, str. , 27. nov. 2014
- J'accuse (obtožujem) - drugič,Primorske novice 3. dec. 2014

## Nagrade
- Nagrada Prešernovega sklada 1963 (za hotel Prisank)
- Republiška nagrada 1974 (za hotel Kanin)
- Zvezna nagrada Borbe 1974 (za hotel Kanin)
- Župančičeva nagrada 1974
- Platinasti svinčnik ZAPS 2012